# Tharid

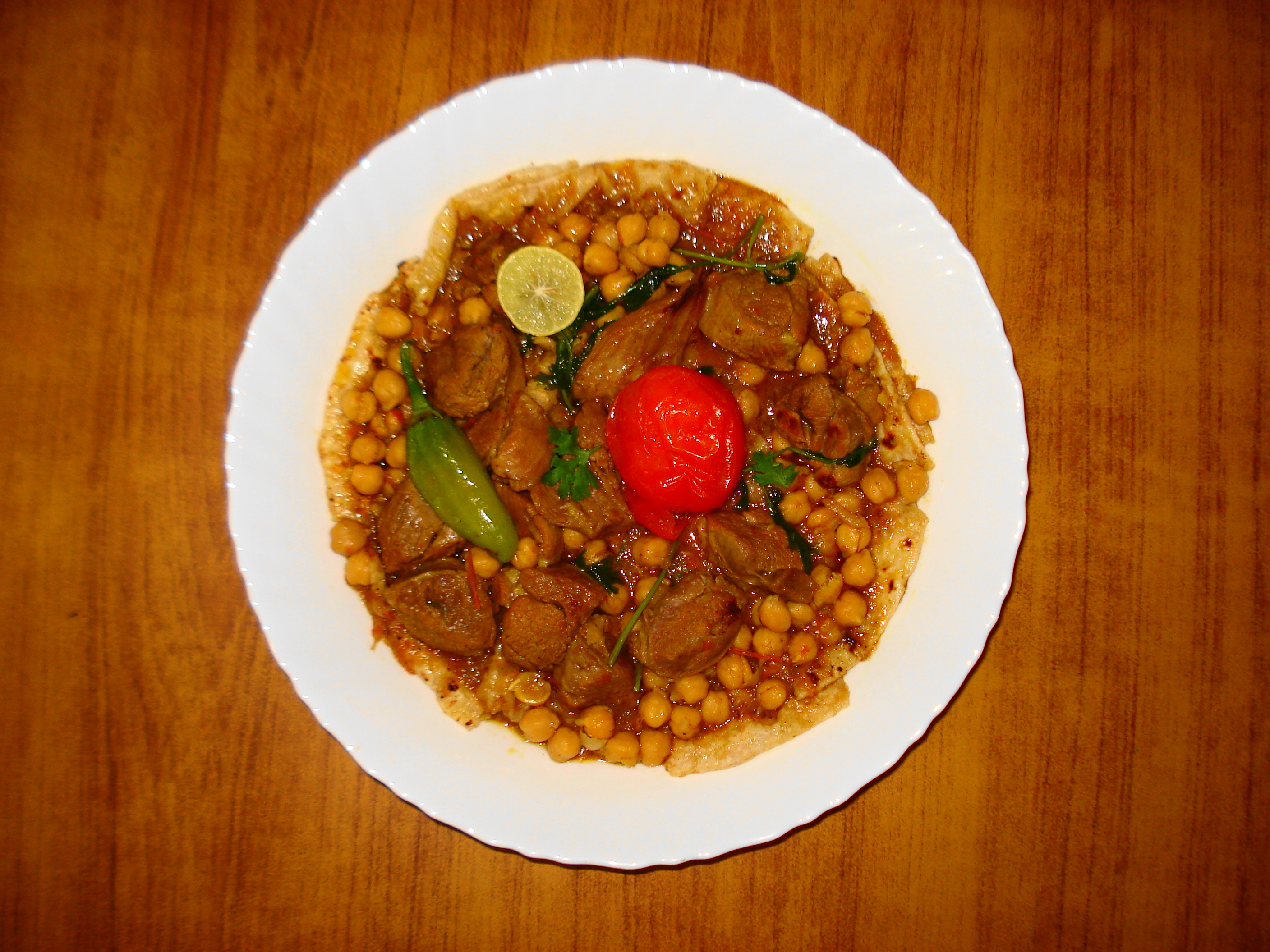
Un plato con Tharid.

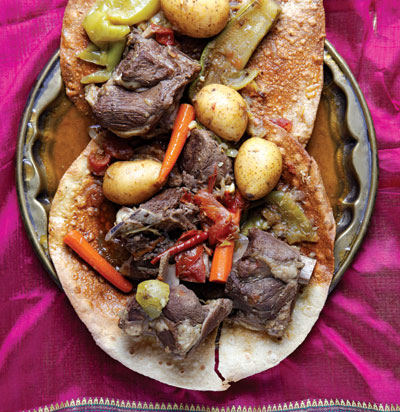
Un tharid seco elaborado con carne de cordero, servido en un pan plano.

El zarid (en árabe, ثريد) es una preparación culinaria en forma de sopa que posee miga de pan acompañada de diversos y variados ingredientes. El pan migado suele estar acompañado de carnes estofadas, verduras o legumbres. La versión de esta sopa elaborada con carne de cordero posee la reputación de haber sido el plato preferido del profeta Mahoma, siendo mencionado en un hadiz. Es, por tradición musulmana, el primer plato en ser probado tras el ayuno del ramadán. Autores medievales como Ibn Qayyim Al-Jawziyya lo mencionan en su obra titulada "Medicina del profeta". 

## Concepto
Las preparaciones de tharid son muy diversas a lo largo del mundo islámico. Las diversas preparaciones tienen en común incluir migas de pan ya desde tiempos medievales. Existen dos versiones de esta preparación, el tharid húmedo consiste en una sopa elaborada con miga de pan plano (tharada) añadida a un caldo de carne grasiento. El pan empleado en la elaboración del tharid persa es el lavash, y en ocasiones es mencionado el tharid como una mezcla de las migas de pan con leche. La versión seca de esta preparación incluye ser servido con pedazos de carne de cordero o de pollo, así como verduras o legumbres (generalmente lentejas o garbanzos). Se suelen incluir al servirse diversos quesos.